# .biz

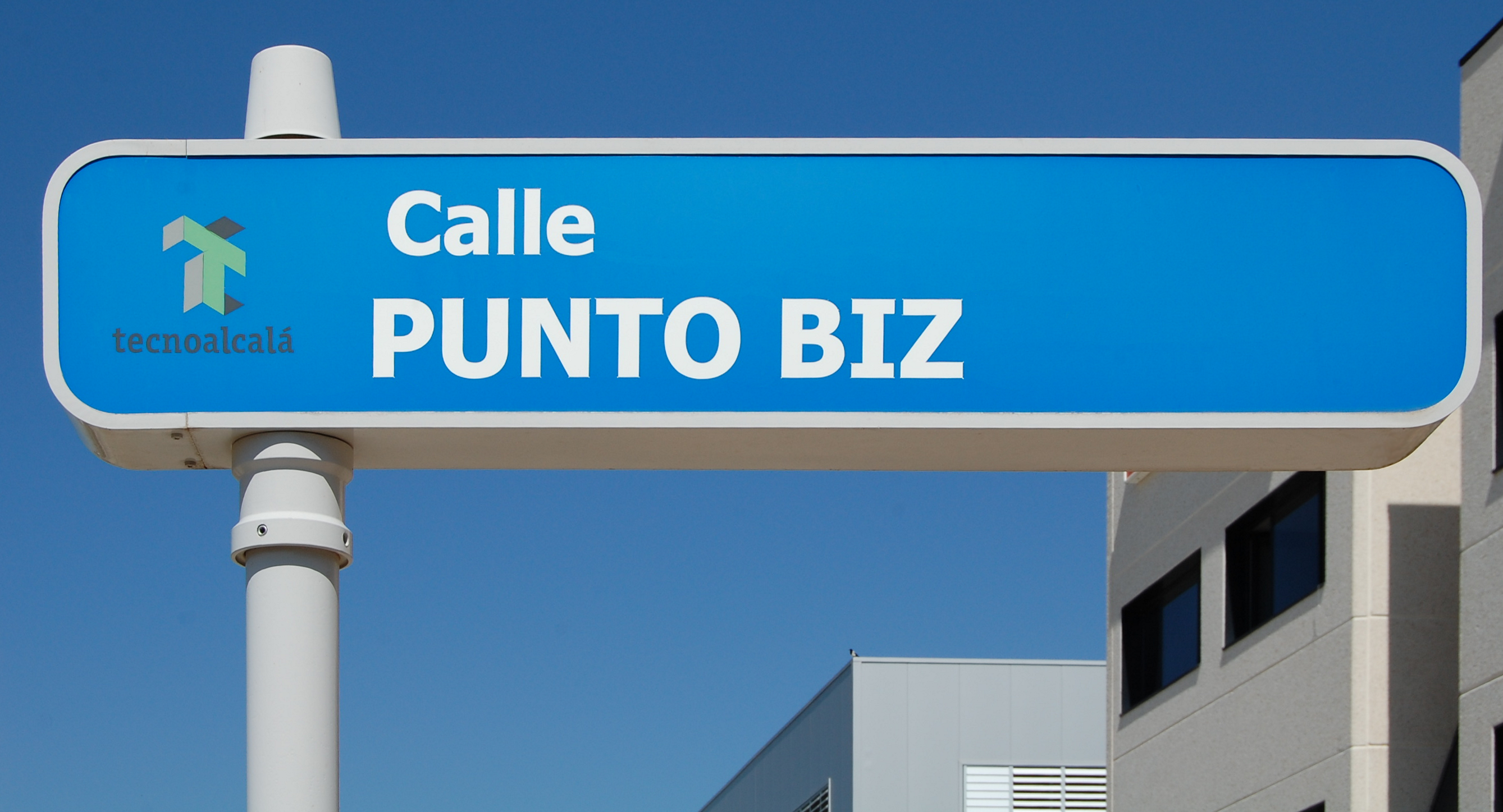
Cartel de la calle "Punto Biz", en el Parque Científico Tecnológico de la Universidad de Alcalá.

.biz es un dominio de Internet genérico (TLD) previsto para ser usado en negocios; el nombre es la ortografía fonética de la primera sílaba de "business" (en español, negocio). Fue creado para aliviar la demanda del número finito de dominios disponibles en el dominio de primer nivel .com, y para proporcionar una alternativa a los negocios que preferían un nombre de dominio .com que ya había sido registrado por terceros. No hay requisitos legales o geográficos específicos para registrar un nombre de dominio .biz, excepto que únicamente pueden ser usados para "usos comerciales" (esto es, sitios no personales y no ciberokupas), y los remedios legales típicos por violación de marca registrada son aplicables. Fue creado en 2001 junto con varios otros como la primera tanda de nuevos gTLDs aprobados por la ICANN (Internet Corporation for Assigned Names and Numbers) siguiendo el boom del interés en Internet en los años 1990. Está administrado por Neulevel.